# Bűnös Louisiana
A Bűnös Louisiana (eredeti cím: Bad Country) 2014-ben bemutatott amerikai bűnügyi akciófilm, amely igaz történet alapján készült. Rendezője Chris Brinker, forgatókönyvírója Jonathan Hirschbein. A főszerepben Matt Dillon, Willem Dafoe, Amy Smart és Tom Berenger látható.
A film forgatása 2012. augusztus 7-én kezdődött Baton Rouge-ban és Angolában (Louisiana). Bemutatója 2014. április 29-én volt.

## Cselekmény
Miután Bud Carter, a Baton Rouge-i rendőrség nyomozója letartóztatja a bérgyilkos Jesse Weilandot, meggyőzi Jesse-t, hogy segítsen a rendőrségnek megsemmisíteni a legerősebb bűnszövetkezetet. Amikor a szindikátus elrendeli Carter megölését, és Weilandot informátorként beazonosítják, ketten összefognak, hogy felvegyék a harcot a maffia ellen, és elkapják a gyilkosságot megrendelő bűnbanda főnökét.

## Szereplők
| Szerep           | Színész            | Magyar hang    |
| ---------------- | ------------------ | -------------- |
| Jesse Weiland    | Matt Dillon        | Kőszegi Ákos   |
| Bud Carter       | Willem Dafoe       | Sörös Sándor   |
| Lutin            | Tom Berenger       | Vass Gábor     |
| Lynn Weiland     | Amy Smart          | Solecki Janka  |
| John Nokes       | Bill Duke          | Papp János     |
| Kiersey          | Neal McDonough     | Fazekas István |
| Morris           | Kevin Chapman      | Holl Nándor    |
| Tommy Weiland    | Christopher Denham | Czető Roland   |
| Fitch            | Chris Marquette    | Szabó Máté     |
| Bannock százados | Don Yesso          | Barbinek Péter |
| Buzz McKinnnon   | Alex Solowitz      | Tokaji Csaba   |
| Catfish Stanton  | John Edward Lee    | Papp Dániel    |

## A film készítése
A film már az utómunkálatoknál tartott, amikor a rendező, Chris Brinker 2013. február 8-án váratlanul elhunyt. Brinker 2013 februárjában a dél-karolinai Beaufortban megrendezett 7. éves nemzetközi filmfesztiválon kapta meg a Robert Smalls Indie Vision-díjat.

## Fordítás
- Ez a szócikk részben vagy egészben  a   Bad Country című angol Wikipédia-szócikk fordításán alapul.  Az eredeti cikk szerkesztőit annak laptörténete sorolja fel. Ez a jelzés csupán a megfogalmazás eredetét és a szerzői jogokat jelzi, nem szolgál a cikkben szereplő információk forrásmegjelöléseként.